# Polyrhachis etheli
Polyrhachis etheli är en myrart som beskrevs av Chapman 1963. Polyrhachis etheli ingår i släktet Polyrhachis och familjen myror. Inga underarter finns listade i Catalogue of Life.